# Malcolm Handscombe
Malcolm Handscombe (sinh ngày 29 tháng 6 năm 1934) là một cầu thủ bóng đá người Anh, từng thi đấu ở vị trí trung vệ tại Football League cho Chester.